# Let ČSA 351
Let ČSA číslo 351 na trase Praha-Ruzyně-Piešťany obsluhovaný strojem Avia Av-14, československou verzí letounu Iljušin Il-14, Československých státních aerolinií s registrací OK-MCJ skončil dne 11. října 1968 v 16:20 havárií nedaleko obce Ptice u Kladna.
Při nehodě na místě zemřelo 8 pasažérů a 3 členové posádky, další dva cestující zemřeli po převozu do nemocnice. Podle vyšetřovací komise byly pravděpodobně příčinou nehody pokles, nebo snížení výkonu pravého motoru s nezjištěnou příčinou a následné chyby posádky.